# Hr.Ms. M 3 (1918)
De Hr.Ms. M 3 is een Nederlandse mijnenveger van de M-klasse. Het schip is gebouwd als de sleepboot Anna door de Papendrechtse scheepswerf J. & A. Van de Schuyt. Het schip werd door de Nederlandse marine in 1918 aangekocht en omgebouwd tot mijnenveger. Nog datzelfde jaar werd het schip als Mijnenveger 3 in dienst genomen. Later werd de naam van het schip veranderd in M 3.

## De M 3 tijdens de Tweede Wereldoorlog
Tijdens de Duitse aanval op Nederland in 1940 was de M 3 net als de M 1, M 2 en M 4 verbonden aan de 2de divisie mijnenvegers in IJmuiden. Op 14 mei 1940 werd het als blokschip naast het stoomschip Jan Pieterszoon Coen tussen de pieren van IJmuiden tot zinken gebracht. Tijdens de Duitse bezetting werd het wrak opgeblazen.